# Agenda (EP)
Agenda è un EP della cantante britannica Kate Nash, pubblicato in occasione del Record Store Day il 22 aprile 2017. L'album è stato masterizzato presso gli Abbey Road Studios di Londra da Geoff Pesche.

## Tracce
Testi e musiche di Kate Nash e Jarrad Kritzstein eccetto Agenda.
1. Call Me – 3:30
2. Agenda – 4:00 (Kate Nash e Frederik Thaae)
3. One Eye – 4:08
4. My Little Alien – 3:52